# Žarko Nikolić
Žarko Nikolić (szerb cirill betűkkel: Жарко Николић; Újvidék, 1936. október 16. – Újvidék, 2011. augusztus 22.) olimpiai bajnok és Európa-bajnoki ezüstérmes szerb labdarúgó. 
A jugoszláv válogatott tagjaként részt vett az 1960. évi nyári olimpiai játékokon, az 1960-as Európa-bajnokságon és az 1962-es világbajnokságon.

## Sikerei, díjai
Vojvodina
- Jugoszláv bajnok (1): 1965–66

Jugoszlávia
- Olimpiai bajnok (1): 1960
- Európa-bajnoki ezüstérmes (1): 1960